# Saab 2000
Saab 2000 je švedsko turbopropelersko regionalno potniško letalo. Izdelovalo ga je švedsko letalsko podjetje Saab.
Saab se je odločil razviti novo letalo Saab 2000 leta 1988, ki bi lahko potovalo pri hitrosti podobni reaktivnim letalom. Hkrati bi imelo nižjo porabo goriva. Saab 2000 je prvič poletel 26. marca 1992 in vstopil v uporabo leta 1994.
Saab 2000 ima 15% večji razpon krila kot Saab 340, 7,55 metra daljši trup in kabino za do 58 potnikov. Saab 2000 je prvo komercialno letalo s turbopropelerskimi motorji Rolls-Royce AE 2100 (4 591 KM vsak). Te motorje je sicer v tistem času izdelovalo podjetje Allison, ki se je potem združilo v Rolls-Royce plc. Motorja sta poganjala relativno počasi vrteče 6-krake Dowty Rotol propelerje. Motorji so bil nameščeni dlje od trupa za manjši hrup. Ima visoko potovalno hitrost 665 km/h.
Saab 2000 se je zelo slabo prodajal, glavni operater je bil Crossair z 34 letali, od skupno 63 zgrajenih. Leta 1999 je Saab ustavil proizvodnjo.

## Tehnične specifikacije
- Posadka: 2
- Kapaciteta: 50–58 potnikov
- Tovor: 5 900 kg (13 010 lb)
- Dolžina: 27,28 m (89 ft 6 in)
- Razpon kril: 24,76 m (81 ft 3 in)
- Višina: 7,73 m (25 ft 4 in)
- Površina krila: 55,7 m² (600 sq ft)
- Profil krila: NASA MS(1)013
- Vitkost krila: 11:0
- Prazna teža: 13 800 kg (30 424 lb)
- Maks. vzletna teža: 22 800 kg (50 265 lb)
- Motorji: 2 × Allison AE 2100A turboprop, 3 096 kW (4 152 KM) vsak
- Propelerji: 6- kraki Dowty s konstantnimi vrtljaji
- Potovalna hitrost: 665 km/h (370 knots, 424 mph)
- Višina leta (servisna): 9 450 m (31 000 ft)
- Hitrost vzpenjanja: 11,4 m/s (2 250 ft/min)
- Avionika: Rockwell Collins Pro Line 4 za(IAP)